# Leonów (Rudzienko)
Leonów – część wsi Rudzienko (do 14 lutego 2002 kolonia) w Polsce, położona w województwie mazowieckim, w powiecie mińskim, w gminie Dobre.